# Aborto en el Líbano
El aborto en el Líbano está penalizado en todos los casos, excepto cuando la vida de la madre corre peligro, según el Código Penal del Líbano, establecido en 1943. Una mujer que aborte puede ser condenada a una pena de prisión de entre seis meses y tres años, y la persona que practique el aborto puede ser condenada a una pena de prisión de entre uno y tres años. El país no recopila datos sobre la atención al aborto, por lo que no hay estadísticas oficiales, salvo las mediciones de "embarazos con resultado abortivo", que incluyen abortos espontáneos, abortos inducidos y otras condiciones. En 2019, se registraron 1066 casos en todo el Líbano.
Un informe elaborado para la ACNUDH por el grupo feminista Nisawiya, con sede en Beirut, en 2010, afirmaba que se practicaban abortos en clínicas privadas o en domicilios de médicos a cambio de elevadas tarifas, y que no existían grupos de apoyo ni condiciones seguras para dichos procedimientos. Un estudio de 2019, en el que se realizaron 119 entrevistas a mujeres que habían abortado y a médicos que ofrecían servicios de aborto, argumentaba que el derecho al aborto seguro en el Líbano era un privilegio más que un derecho, y dependía en gran medida del capital social de la persona, sus redes sociales y su capacidad para negociar con su pareja y su médico. El estudio también reveló que el precio de un aborto ilegal, que depende en gran medida de las credenciales del médico, la ubicación de la clínica y el tipo de atención requerida, puede oscilar entre 150 y 2400 dólares estadounidenses (2019). 
El Instituto Guttmacher estimó en 2020 que más de un cuarto de millón de mujeres en el Líbano tenían una necesidad insatisfecha de métodos anticonceptivos modernos.